# Gálvez
Gálvez è un comune spagnolo di 3 187 abitanti situato nella comunità autonoma di Castiglia-La Mancia.